# 斑點龐鯰
斑點龐鯰，為輻鰭魚綱鯰形目粒鯰科的其中一種，為熱帶淡水魚，分布於亞洲印尼婆羅洲Barito河流域，體長可達9.8公分，棲息在底層水域，生活習性不明。

## 扩展阅读
維基物種上的相關：斑點龐鯰